# Cryptotrogus gallagheri
Cryptotrogus gallagheri är en skalbaggsart som beskrevs av Guido Sabatinelli och Pontuale 1998. Cryptotrogus gallagheri ingår i släktet Cryptotrogus och familjen Melolonthidae. Inga underarter finns listade i Catalogue of Life.